# Adrian Knup
Adrian Knup (Liestal, 1968. július 2. –) svájci válogatott labdarúgó.

## Pályafutása

### Klubcsapatban
Pályafutását az FC Basel csapatában kezdte 1986-ban, ahol két idényt játszott. 1988-ban az FC Aarau együtteséhez igazolt, de ott mindössze csak egy szezont töltött. Következő csapata az FC Luzern volt, ahol meghatározó játékossá vált és bekerült a svájci válogatottba is. 1992-ben Németországba a VfB Stuttgarthoz igazolt, ahol 1994-ig játszott, amikor aláírt a Karlsruher SC csapatához, mellyel bejutott a német kupa 1995–96-os sorozatának a döntőjébe, ahol az 1. FC Kaiserslautern ellen 1–0 arányban alulmaradtak. 1996-ban egy kis ideig a török Galatasarayban játszott, majd hazatért Svájcba a Baselbe és itt is fejezte pályafutását 1998-ban.

### A válogatottban
1989 és 1996 között 49 alkalommal szerepelt a svájci válogatottban és 26 gólt szerzett Részt vett az 1994-es világbajnokságon. A Románia ellen 4–1-re megnyert csoportmérkőzésen két alkalommal is eredményes volt.

## Sikerei, díjai
Luzern
- Svájci kupa (2): 1991–92

VfB Stuttgart
- Német szuperkupa (1): 1992